# Джон Вуд (молодший)

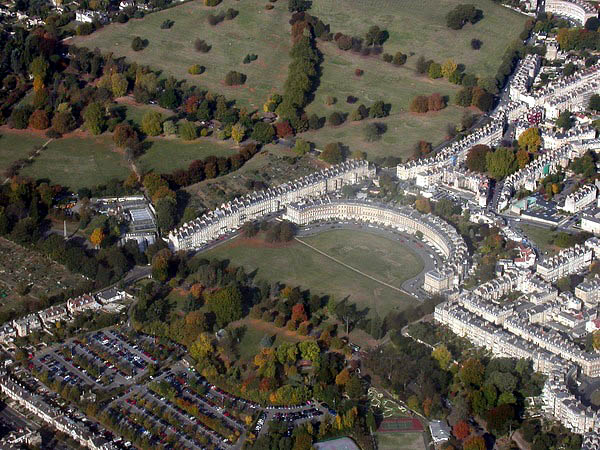
Королівський півмісяць у Баті з висоти пташиного польоту

Джон Вуд-молодший (англ. John Wood, the Younger, 25 лютого 1728 — 18 червня 1782) — англійський архітектор, в основному працював у місті Бат, Сомерсет, Англія. Син архітектора Джона Вуда-старшого. Його проекти мали широке визнання впродовж XVIII століття, зокрема Королівський півмісяць вважається одним із найкращих зразків георгіанської неокласичної архітектури у Великій Британії.

## Життєпис
Джон Вуд народився в 1728 році — рік, коли його батько переїхав у Бат. Архітектурній справі хлопця навчав батько — Джон Вуд-старший, і уже починаючи з юності він працював над декількома батьковими проектами, зокрема, над будівництвом ратуші Ліверпуля (англ. Liverpool Town Hall).
Або в 1752 році, або на початку 1753 року Джон Вуд-молодший одружився з Елізабет Брок. Вони мали двох синів і принаймні вісім дочок.
Вуд помер у 1782 році в Ігл-Хаузі, Батсіустон (де він проживав у той час) й був похований поруч зі своїм батьком у приміщенні церкви Св. Марії, Свейнсвік (англ. Church of St Mary, Swainswick). Перед смертю він мав значні борги, частково внаслідок фінансових угод, пов'язаних зі спекуляціями його батька.

## Архітектурні проекти
Вуд розпочав свою кар'єру у Баті, продовжуючи справу батька. Його перший великий проект полягав у завершенні будівництва цирку (його батько помер майже через три місяці після того, як був закладений перший камінь). Наступним його досягненням було проектування та будівництво Гей-стріт у Баті (англ. Gay Street, Bath) для з'єднання Королівської площі (англ. Queen Square, Bath) та цирку (англ. The Circus, Bath) — найбільш тріумфальних проектів його батька — Джона Вуда-старшого.
Наступні десятиліття Джон Вуд-молодший присвятив проектуванню нових будівель, терас та архітектурних елементів для міста Бат. Здається, він не поділяв інтересу батька до друїдизму та масонства, але його проєкти демонструють певні риси та теми, що відображають моду та філософію XVIII століття.
Впродовж 1770-тих років у моду входить новий, більш суворий неокласичний стиль. Вуд відобразив це нововведення у таких будівлях, як Гаряча лазня (англ. Hot Bath), Королівський півмісяць (англ. Royal Crescent) та Кімнати для ванн (англ. Bath Assembly Rooms).
Місце, яке Вуд обрав для будівництва Королівського півмісяця, також вказує на те, що він був зацікавлений у створенні проторомантичного діалогу між своїми будівлями та околицями. Сьогодні це не досить очевидно, але коли він був побудований у 1775 році, то знаходився прямо на краю міста, не маючи сусідніх будівель, які б обмежували вид жителям на сільську місцевість та місцеві краєвиди. Королівський півмісяць є одним із найбільш вдалих прикладів георгіанської архітектури, який можна знайти у Сполученому Королівстві.
За межами Бата, серед найвизначніших робіт Джона Вуда-молодшого — Бакленд-хаус (англ. Buckland House) у Бакленді, Оксфордшир та Загальний лазарет (англ. General Infirmary) у Солсбері.

## Публікації
У 1781 році митець опублікував «Серію планів для котеджів або осель найманого працівника» — найпершу британську книгу із представленими зразками котеджів для робітників.

## Репутація та внесок
Джон Вуд-молодший — ключова фігура не тільки в історії Бата, але і в історії британської архітектури XVIII століття. Коли Джон Вуд-старший помер, Королівська площа та Батський цирк були ізольованими будівлями та спорудами. Його син з'єднав їх і продовжував створювати та прикрашати новий міський квартал Бата, доповнюючи його елегантними палладійськими та неокласичними спорудами.
Чистий неокласичний стиль Вуда надихнув інших архітекторів епохи Регентства в Баті, таких як Джон Пінч-старший, Джон Пінч-молодший та Томас Болдуін.
Королівський півмісяць — це його найбільше досягнення, до того ж, ця будівля була однією із перших серед проектів такого типу. Її наслідували й в інших англійських містах, таких як Бакстон, Брайтон, Бристоль та Лондон.